# Stazione di Caniga
La stazione di Caniga è una fermata ferroviaria (chiusa al pubblico) posta sulla ferrovia Ozieri Chilivani-Porto Torres Marittima. Si trova nel quartiere sassarese di Caniga.

## Storia

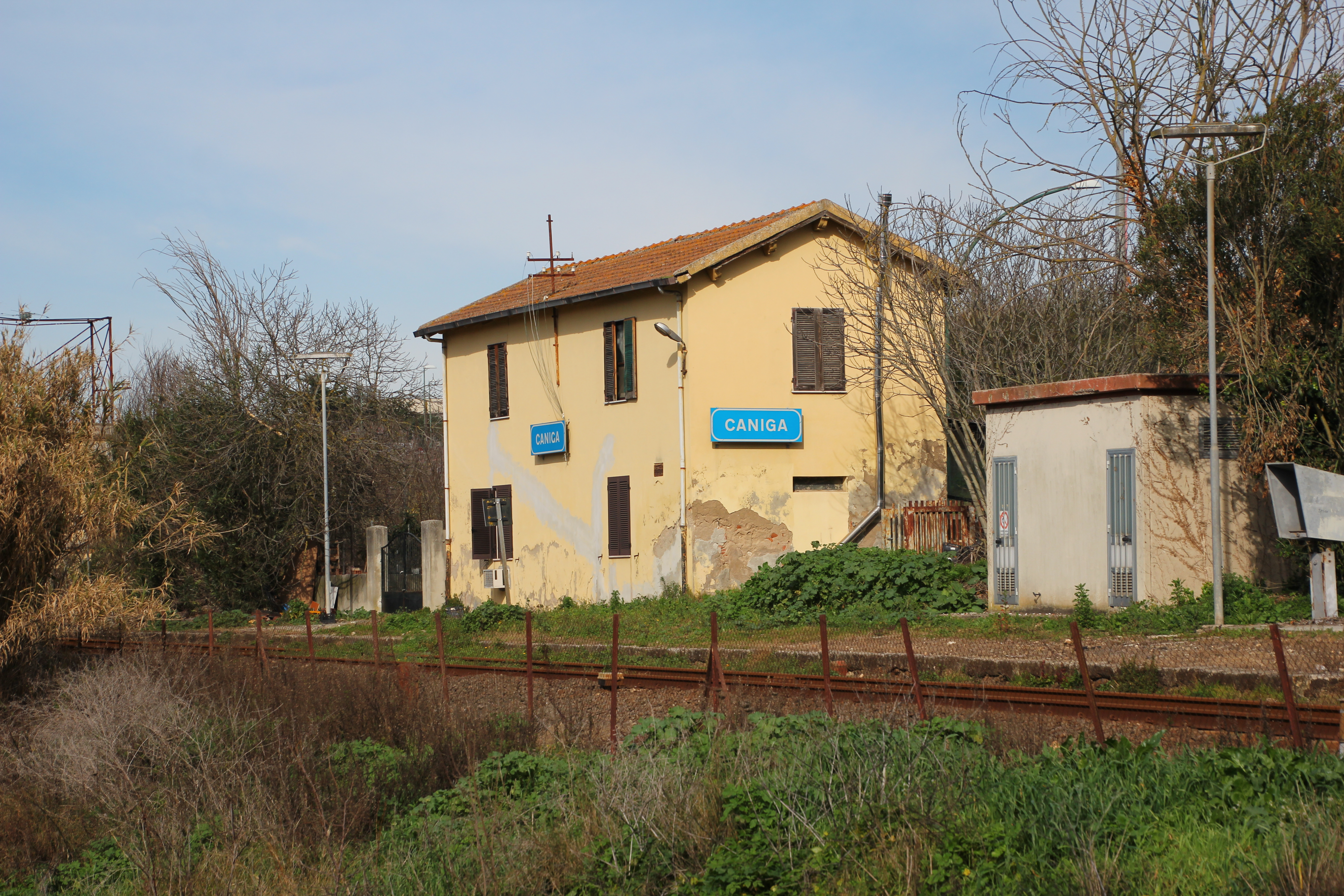
L'ex fabbricato viaggiatori della fermata: lo scalo è privo di traffico dagli anni ottanta

La fermata di Caniga fu realizzata nella seconda metà dell'Ottocento dalla Compagnia Reale delle Ferrovie Sarde, società costruttrice tra le altre della linea tra Chilivani e Porto Torres, per cui fu predisposta anche questa fermata alla periferia sud di Sassari nei pressi del quartiere di Caniga che risultava in uso nel 1876.
Gestita sino al 1920 dalla Compagnia Reale, la fermata passò in seguito alle Ferrovie dello Stato. Sotto questa amministrazione a metà degli anni ottanta lo scalo cadde in disuso stante la chiusura dello stesso al servizio viaggiatori, permanendo formalmente attivo come località di servizio.

## Strutture e impianti

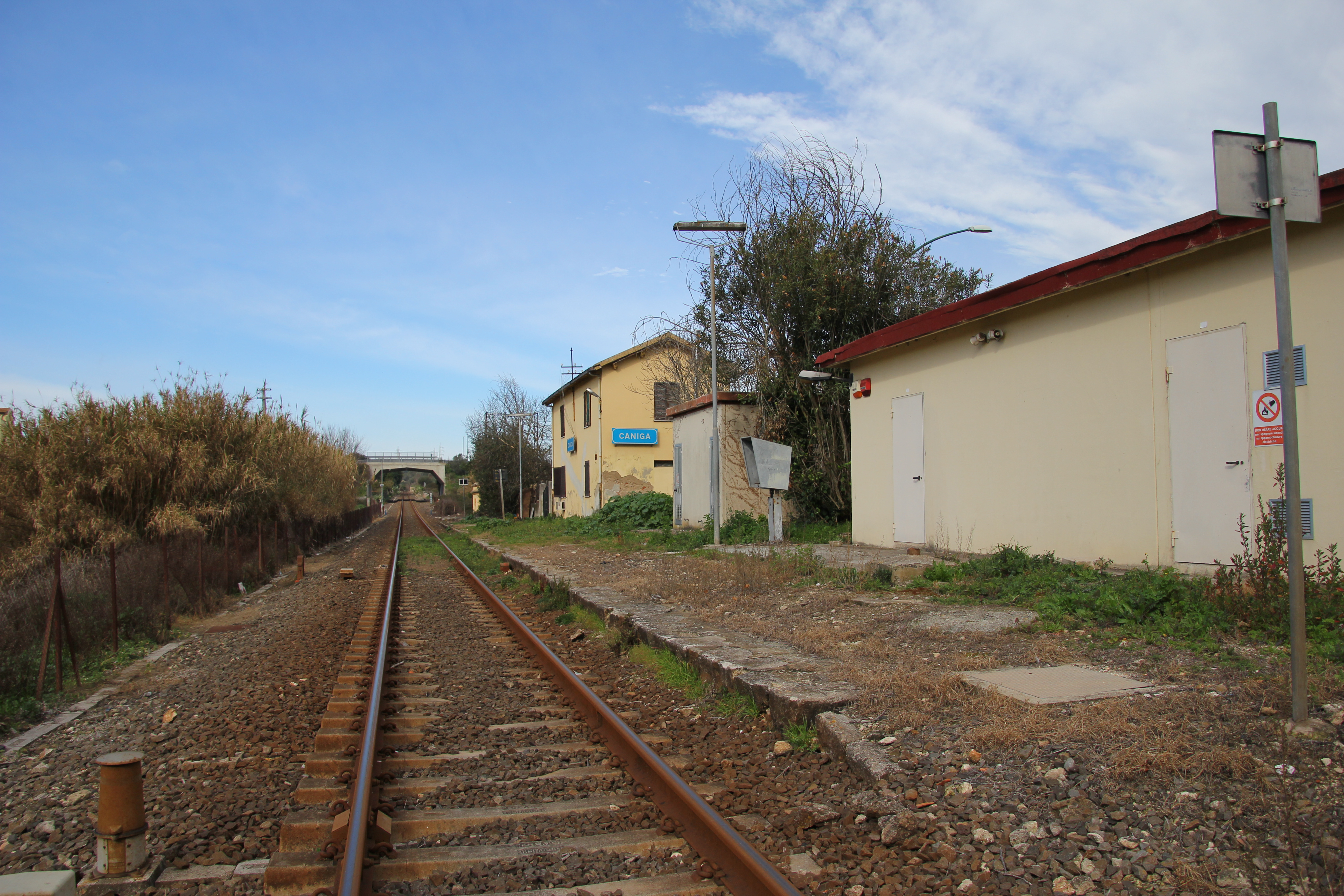
Il binario di corsa visto in direzione Porto Torres

La fermata di Caniga è dotata del solo binario di corsa dotato di banchina, a scartamento ordinario. Nell'area sono presenti due edifici per finalità di servizio, oltre all'ex fabbricato viaggiatori dello scalo, costruzione su due piani (più tetto a falde in laterizi) con due luci di apertura sul lato binari, trasformata in abitazione privata.

## Movimento
L'impianto è disabilitato al servizio viaggiatori dalla metà degli anni ottanta, sino ad allora fu servito dai treni regionali delle Ferrovie dello Stato.